# Villa Montes
Villa Montes, también escrito como Villamontes, es un municipio y ciudad del sur de Bolivia, ubicado en el departamento de Tarija, dentro de la primera región autónoma de Bolivia, la provincia del Gran Chaco. La ciudad está ubicada en las laderas de la Serranía del Aguaragüe.
El municipio de Villa Montes está ubicado a 388 m sobre el nivel de mar, en la banda izquierda del río Pilcomayo que cruza la sierra del Aguaragüe y baja hacia el sudeste rumbo a la planificie del Gran Chaco. Villa Montes es atravesada por la quebrada Caiguamí que vierte sus aguas al río Pilcomayo.
Las principales actividades económicas en la región son la ganadería y la pesca. Además las empresas petroleras generan muchas fuentes de trabajo para los pobladores de esta ciudad.

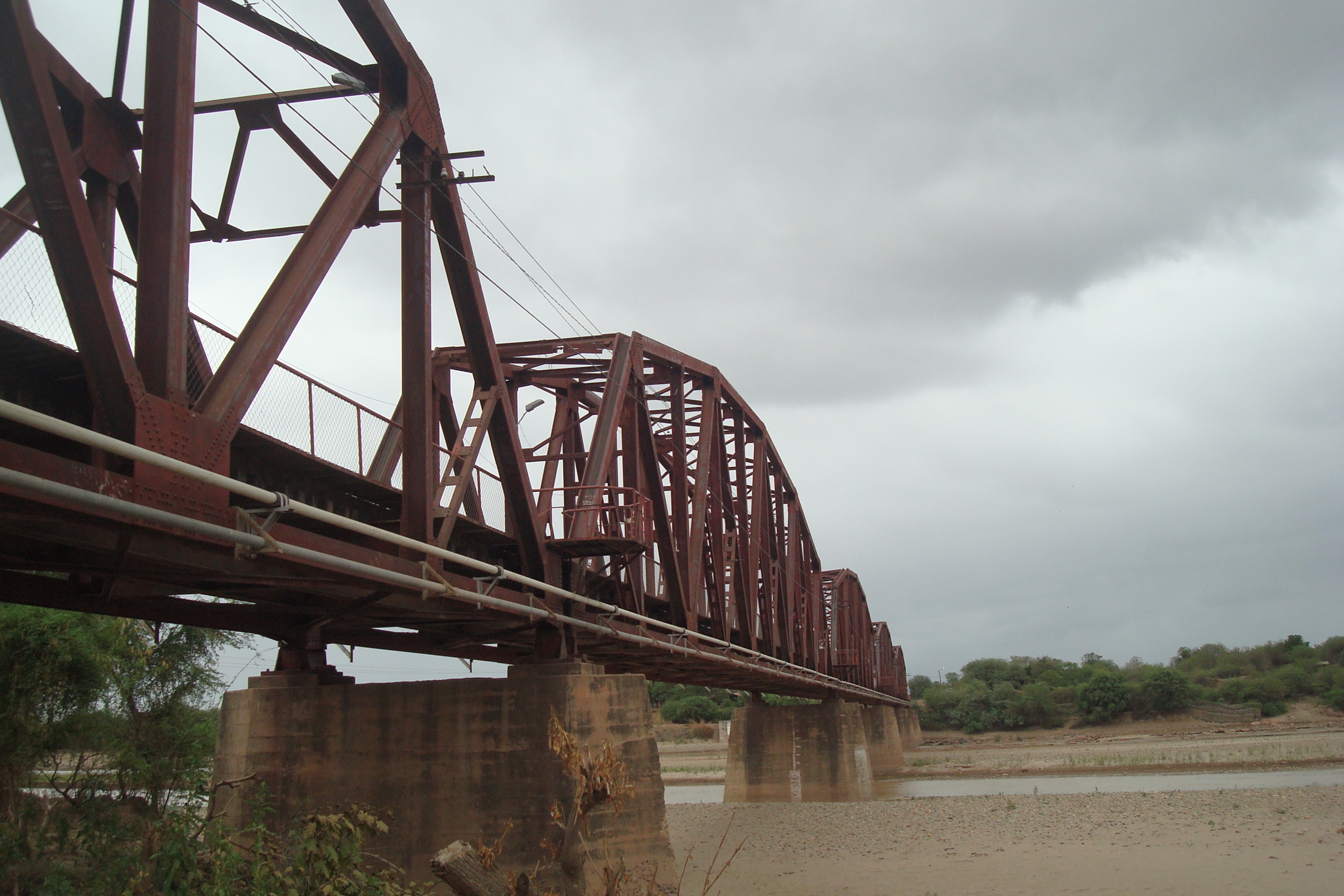
Puente Ferroviario de Villamontes

## Historia
La misión de San Francisco Solano fue fundada el 24 de julio de 1860 por los padres Alejandro María Corrado y Marino Mariani, durante el gobierno del Gral. José María de Achá, en el lugar denominado “Puesto Uno”. La misión San Francisco Solano fue incendiada varias veces por indígenas tobas, chorotis, tapietis y guaraníes. Posteriormente, el 4 de octubre de 1862 la misión San Francisco Solano fue trasladada un cuarto de legua más al oeste, sitio donde está asentada la actual ciudad de Villa Montes, debido a que los guaraníes del cacique Arobia incendiaron los ranchos apartados y algunos del cuadrilátero donde se levantaba la capilla. En el año 1866 la misión franciscana fue restaurada por Fray José Gianelli en la orilla izquierda del río Pilcomayo con el propósito de convertir a las tribus originarias que vivían de la pesca a la religión católica.

### Fundación
Villa Montes fue fundada mediante decreto supremo el 27 de diciembre de 1905 en predios de las misiones de San Francisco Solano y San Antonio de Padua, por Leocadio Trigo Achá, prefecto del departamento de Tarija y Comandante de la expedición boliviana al Chaco. El decreto supremo del presidente Ismael Montes dictó que en esos predios se establezca un Centro Civil y Administrativo, donde residirían las autoridades civiles y militares, y sería denominado Villa Montes y Sede del Delegado Nacional del Gran Chaco.

### Guerra del Chaco
Durante los dos primeros años de la guerra del Chaco (1932-35), Villa Montes fue un centro importante en la línea logística boliviana por sus depósitos, talleres y hospitales de campaña.
Durante el desarrollo de la última fase de la guerra, de enero a junio de 1935, fue el núcleo principal del sistema defensivo boliviano en el Chaco. Su defensa, para evitar que la zona de Tarija cayera en poder del Paraguay, se encargó al coronel Bernardino Bilbao Rioja. Luego de la destrucción del Segundo Ejército boliviano a fines de 1934, y gracias a la movilización general decretada por el presidente José Luis Tejada Sorzano en diciembre de 1934 se constituyó el Tercer Ejército Boliviano que con sus 36 regimientos duplicó al que tuvo Bolivia un año antes y alcanzó por tercera vez una superioridad masiva sobre el ejército paraguayo. Esta superioridad en hombres y medios le permitió a Bilbao Rioja, en actitud defensiva, resistir el ataque paraguayo realizado a partir del 13 de febrero de 1935. El 19 de abril, aprovechando la ofensiva boliviana en el sector central, las fuerzas de Bilbao eliminaron el bolsón creado por los paraguayos en su ataque del mes de febrero recuperando Tarairí.
Villa Montes es también conocida por el llamado "Corralito de Villamontes". El 23 de noviembre de 1934, cuando el presidente de la República Daniel Salamanca Urey visitó esta población para destituir al general Peñaranda por su fracaso en El Carmen, unidades del ejército bajo su mando, ejecutaron un golpe de Estado y lo sustituyeron por el vicepresidente José Luis Tejada Sorzano. 

"De todas las revoluciones o golpes de Estado en Bolivia, esta fue una de las más grotescas. Se extrajeron tropas de las trincheras y en plena zona de operaciones, a doce kilómetros del enemigo, los principales jefes hicieron apuntar cañones a la residencia donde se alojaba el envejecido jefe del gobierno, la rodearon de soldados armados con fusiles y ametralladoras, y con actitudes valentonas, incitadas en algunos de ellos por el alcohol libado durante la noche de vigilia, aprisionaron a su víctima y más tarde le exigieron su renuncia. Salamanca firmó el documento casi gozoso de que los militares, a quienes nunca había estimado y a quienes culpaba de los desastres de la guerra, quitasen de sus espaldas una cruz que se le había hecho demasiado pesada y se condenasen a sí mismos ante el juicio de la historia, con un acto que por el lugar y las circunstancias en que se producía tenía las características de una traición a la Patria".
Querejazu Calvo (1977, pág. 185)

### SigloXX
En 1983 se firmó en la ciudad de Villa Montes el Pacto del Quebracho, con la propuesta de creación del décimo departamento, en lo que es conocido como el Proyecto de departamentización del Gran Chaco.

## Demografía
De acuerdo con el censo boliviano de 2024, la población del municipio de Villa Montes es de 46 010 habitantes.

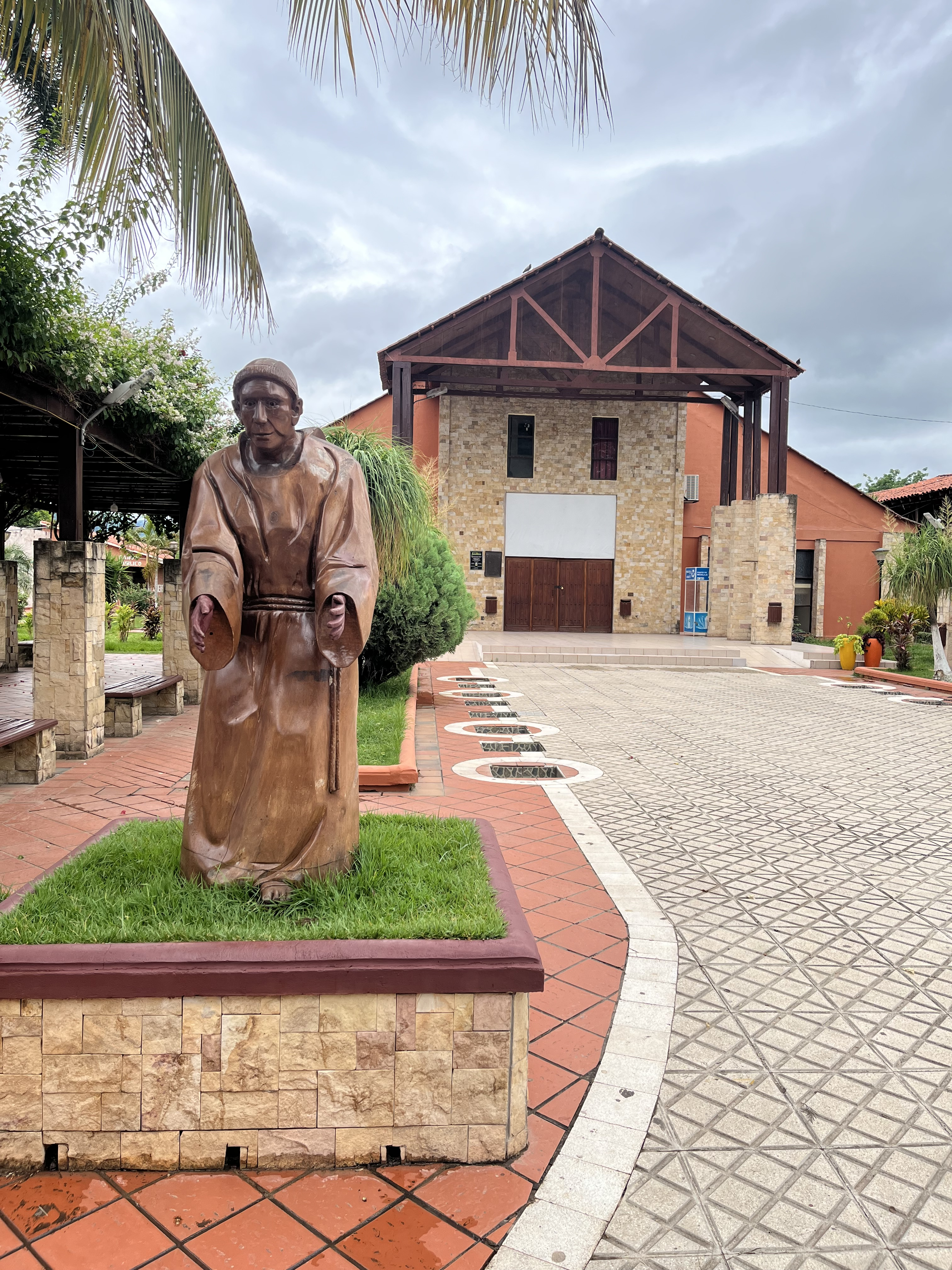
Teatro Municipal San Francisco, frente a la Plaza 24 de Julio.

La población del municipio aumentó más del doble entre 1992 y 2024:
| Año  | Habitantes (municipio) | Habitantes (ciudad) | Fuente                  |
| ---- | ---------------------- | ------------------- | ----------------------- |
| 1976 | -                      | 6 629               | Censo boliviano de 1976 |
| 1992 | 19 568                 | 11 086              | Censo boliviano de 1992 |
| 2001 | 23 765                 | 16 113              | Censo boliviano de 2001 |
| 2012 | 39 800                 | 30 228              | Censo boliviano de 2012 |
| 2024 | 46 010                 |                     | Censo boliviano de 2024 |

## Clima
El clima en Villa Montes es clasificado como semiárido cálido (BSh)  y templado. En invierno hay mucho menos lluvia que en verano. El clima se considera de acuerdo al sistema de clasificación Köppen-Geiger. La temperatura media anual se encuentra a 24.0 °C. La precipitación anual es de 787 mm aproximadamente. La temperatura más alta registrada es de 46.7 °C.
| Parámetros climáticos promedio de Villa Montes                        | Parámetros climáticos promedio de Villa Montes | Parámetros climáticos promedio de Villa Montes | Parámetros climáticos promedio de Villa Montes | Parámetros climáticos promedio de Villa Montes | Parámetros climáticos promedio de Villa Montes | Parámetros climáticos promedio de Villa Montes | Parámetros climáticos promedio de Villa Montes | Parámetros climáticos promedio de Villa Montes | Parámetros climáticos promedio de Villa Montes | Parámetros climáticos promedio de Villa Montes | Parámetros climáticos promedio de Villa Montes | Parámetros climáticos promedio de Villa Montes | Parámetros climáticos promedio de Villa Montes |
| Mes                                                                   | Ene.                                           | Feb.                                           | Mar.                                           | Abr.                                           | May.                                           | Jun.                                           | Jul.                                           | Ago.                                           | Sep.                                           | Oct.                                           | Nov.                                           | Dic.                                           | Anual                                          |
| --------------------------------------------------------------------- | ---------------------------------------------- | ---------------------------------------------- | ---------------------------------------------- | ---------------------------------------------- | ---------------------------------------------- | ---------------------------------------------- | ---------------------------------------------- | ---------------------------------------------- | ---------------------------------------------- | ---------------------------------------------- | ---------------------------------------------- | ---------------------------------------------- | ---------------------------------------------- |
| Temp. máx. abs. (°C)                                                  | 44.6                                           | 44.2                                           | 42.2                                           | 40                                             | 40.1                                           | 39                                             | 39.8                                           | 45.0                                           | 45.3                                           | 46.7                                           | 45.8                                           | 45                                             | 46.7                                           |
| Temp. máx. media (°C)                                                 | 35.1                                           | 34.1                                           | 30.7                                           | 28.1                                           | 26.1                                           | 24.1                                           | 24.6                                           | 29.0                                           | 30.9                                           | 33.4                                           | 34.3                                           | 35.0                                           | 30.5                                           |
| Temp. media (°C)                                                      | 28.8                                           | 28.4                                           | 25.1                                           | 22.4                                           | 20.4                                           | 18.3                                           | 17.1                                           | 20.9                                           | 23.2                                           | 26.7                                           | 27.8                                           | 28.5                                           | 24                                             |
| Temp. mín. media (°C)                                                 | 22.5                                           | 22.7                                           | 19.6                                           | 16.8                                           | 14.8                                           | 12.5                                           | 9.7                                            | 12.8                                           | 15.5                                           | 20.1                                           | 21.3                                           | 22.1                                           | 17.5                                           |
| Temp. mín. abs. (°C)                                                  | 12                                             | 9                                              | 10.7                                           | 3.5                                            | 0.4                                            | -4                                             | -7                                             | -4.7                                           | 0.1                                            | 5                                              | 8.5                                            | 10                                             | -7                                             |
| Precipitación total (mm)                                              | 151                                            | 129                                            | 162                                            | 60                                             | 37                                             | 15                                             | 8                                              | 1                                              | 2                                              | 43                                             | 76                                             | 103                                            | 787                                            |
| Fuente: Climate-data.org(http://es.climate-data.org/location/31868/)} |                                                |                                                |                                                |                                                |                                                |                                                |                                                |                                                |                                                |                                                |                                                |                                                |                                                |

## Transporte

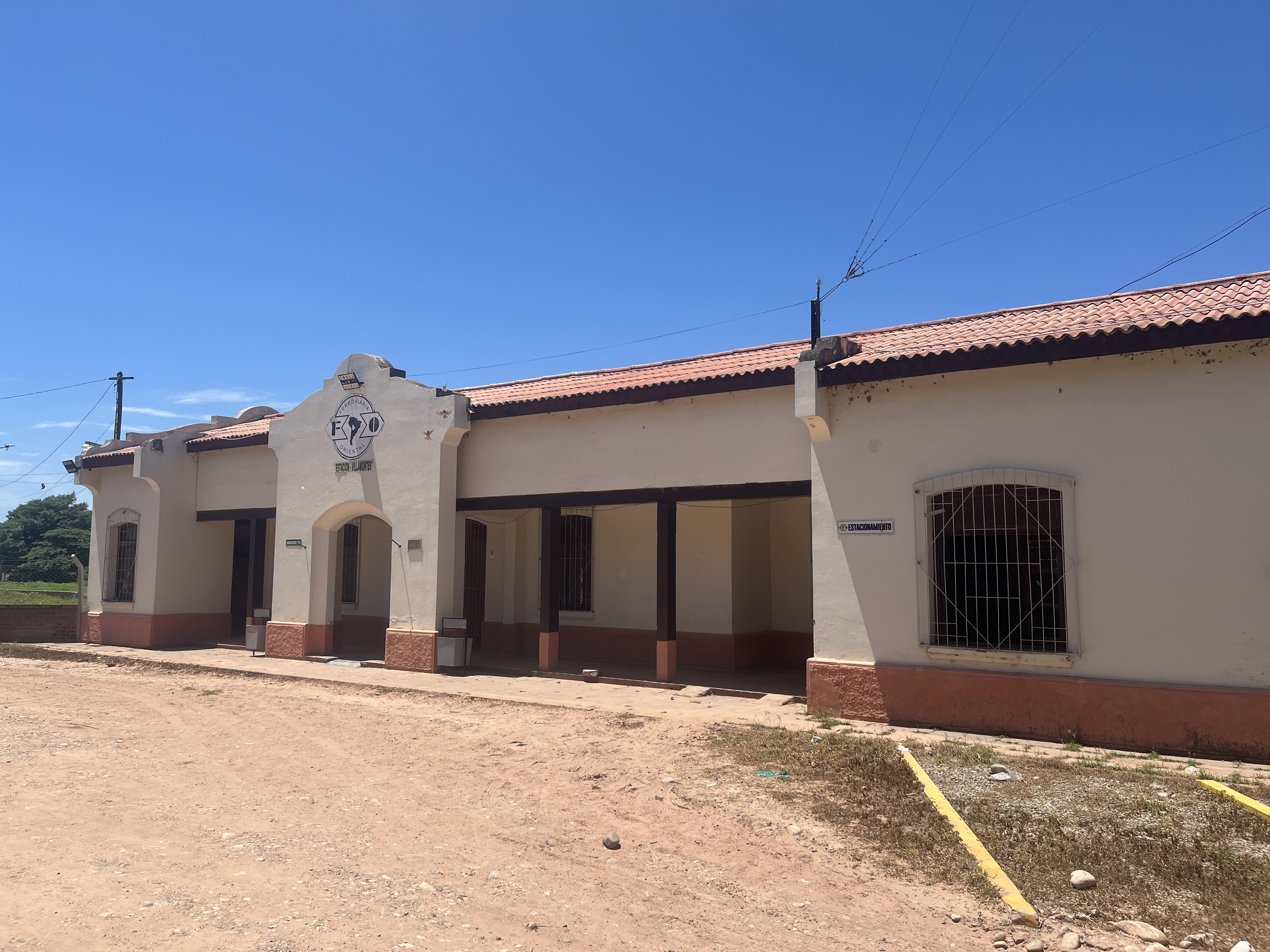
Estación de trenes de Villa Montes.

Villa Montes se encuentra a una distancia de 251 km por carretera al este de Tarija, la capital del departamento.
Para llegar de Tarija a Villamontes, primero se sigue la ruta troncal Ruta 1, que va desde Tarija en dirección sureste. Luego de ocho kilómetros, la ruta troncal Ruta 11 se bifurca hacia el este, la cual llega a la ciudad de Villa Montes luego de 243 kilómetros vía Junacas Sur, Entre Ríos y Palos Blancos. La Ruta 11 luego continúa hacia el este a través de Ibibobo hasta Cañada Oruro, el paso fronterizo más importante con Paraguay. Otro paso fronterizo importante es el de Esmeralda, ubicado en la triple frontera entre Bolivia, Paraguay y Argentina.
En dirección norte-sur, Villa Montes está conectada con toda la llanura boliviana a través de la carretera Ruta 9, que cruza la llanura desde Yacuiba en la frontera con Argentina por el sur, pasando por Santa Cruz de la Sierra y Trinidad hasta Guayaramerín en la frontera con Brasil por el norte.

### Aeropuerto
A 4 km al este de la ciudad de Villa Montes se encuentra el Aeropuerto Teniente Coronel Rafael Pabón, 2 km al norte del río Pilcomayo. Se puede llegar tomando la Ruta 11 hacia el este, y luego en la esquina del Campo Ferial se gira hacia el norte. La baliza no direccional de Villamontes se encuentra en el campo del aeropuerto.

## Atractivos

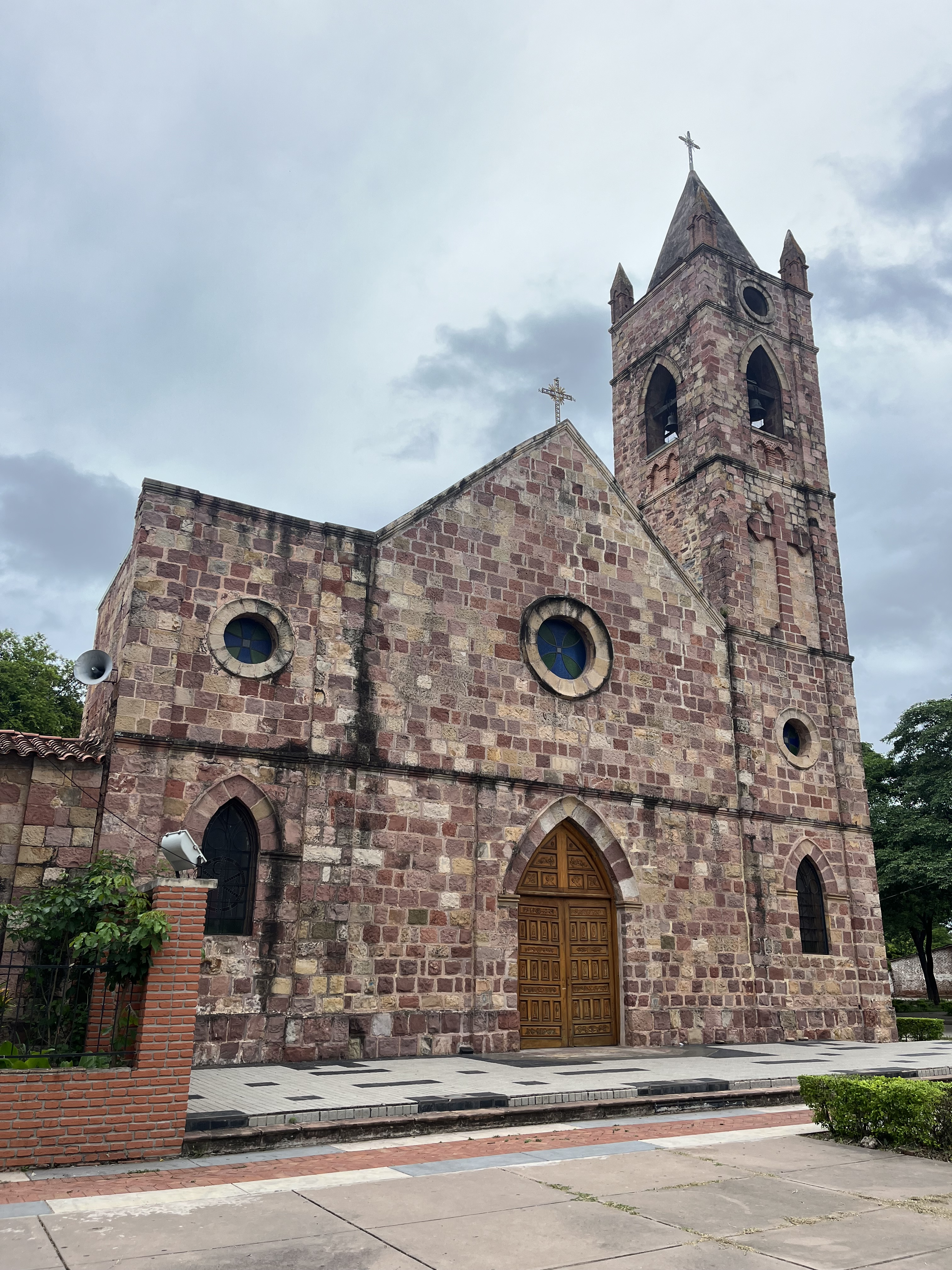
Iglesia San Francisco Solano, frente a la Plaza 6 de Agosto en Villa Montes.

### Pesca en el río Pilcomayo
El río Pilcomayo atraviesa la microrregión de Villa Montes de noroeste a sur en una longitud de 260 km. Del mismo se aprovechan las diferentes especies de peces como el sábalo, dorado, surubí, dentón y otros muy requeridos durante la temporada de pesca que se prolonga entre los meses de mayo a septiembre, época invernal cuando el nivel del agua desciende. En estos meses la economía de la ciudad villamontina crece gracias a la comercialización del sábalo, surubí y dorado que son distribuidos al interior del país.

### Aguas termales
Las aguas termales son un centro muy visitado por sus propiedades curativas de medicina natural, se encuentra ubicado a 5 km de la ciudad de Villa Montes sobre la ruta troncal a la ciudad de Tarija.

### El Angosto o Cañón del Pilcomayo
Ubicado a 10 km de Villa Montes sobre la ruta a Tarija, constituye un lugar propicio para observar un paisaje de impresionante belleza, obra de la naturaleza, donde la erosión eólica dibuja extrañas formas de fauna salvaje en las milenarias rocas montañosas, teniendo siempre como fondo al caudaloso río Pilcomayo donde se extienden varios puestos de pesca aptos para disfrutar apacibles jornadas familiares como el chorro, la pizarra, y otros.

### Parque nacional Aguaragüe

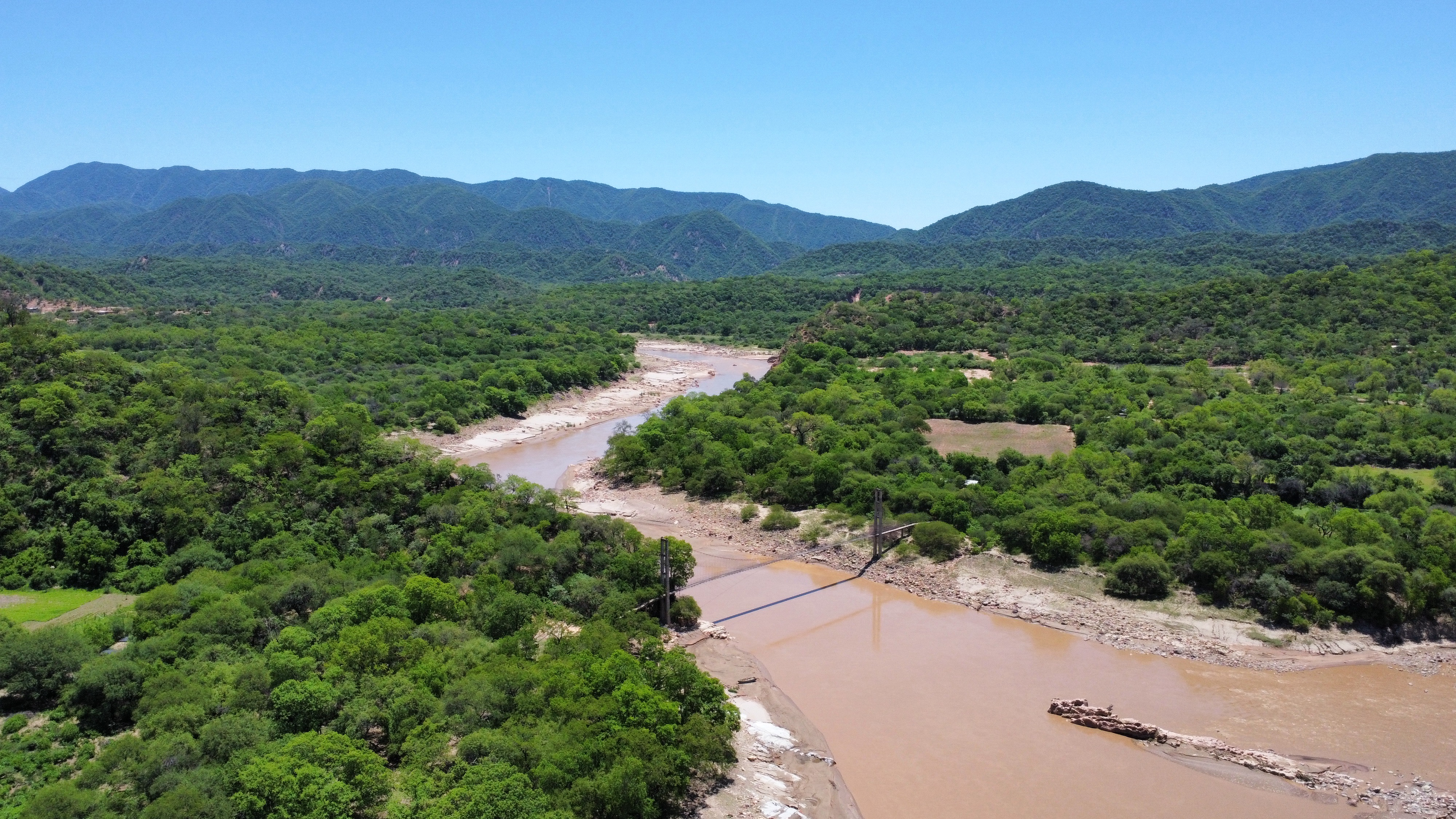
Vista del río Pilcomayo a su paso por el Área natural de manejo integrado Aguaragüe, cerca a la comunidad La Central.

El parque nacional y área natural de manejo integrado Aguaragüe es un área de manejo integrado protegido ubicado al oeste de la ciudad, muy propicio para el turismo de aventura y turismo ecológico donde se pueden desarrollar excelentes safaris fotográficos rodeados de la fauna y flora propias de la región, además de fuentes y/o corrientes naturales de cristalinas aguas.

### Tampinta
Es una fuente de aguas cristalinas y fresca rodeada de exuberante vegetación. Ubicado a 4 km de las últimas estribaciones de las serranías del Aguarague, camino hacia la ciudad de Tarija.

### Tarairí
Es una comunidad de gran valor histórico y religioso fundada el 8 de diciembre de 1856, por el Misionero Franciscano Vicente Gentili, sobre una antigua población Guaraní. Constituyó el epicentro de fuertes combates al final de la Guerra del Chaco cuando la zona fue ocupada por las tropas paraguayas en febrero de 1935 y recuperada por el ejército boliviano en abril de 1935. Actualmente Tarairí constituye una zona citrícola con excelente calidad en naranjas, mandarinas, pomelo, lima, limón y otras variedades de frutas muy cotizadas en la región y el país. La zona es apta para el turismo ecológico y de aventura, sano esparcimiento y divulgación histórica.

### Samayhuate
Es una comunidad ubicada a una distancia de 110 km de Villa Montes con población indígena que fue escenario de algunos acontecimientos relacionados con la Guerra del Chaco.

### Otros atractivos turísticos

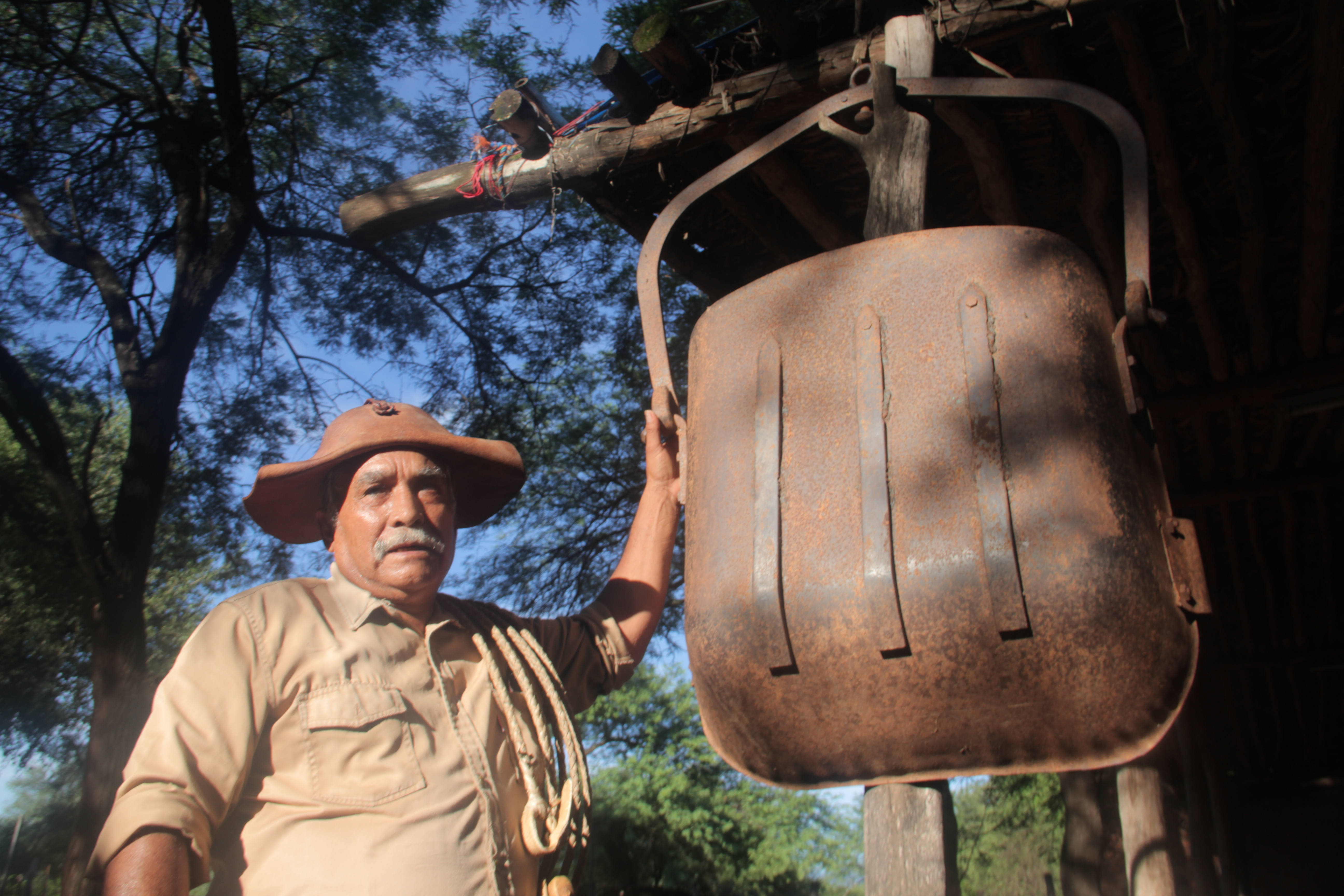
Persona ataviada con la vestimenta típica del Chaco, en el municipio de Villa Montes.

En 2024,el Gobierno municipal de Villa Montes publicó la lista de los atractivos turísticos más representativos del municipio, entre los cuales están:
- Museo Histórico Militar Héroes del Chaco
- Museo Corralito de Villa Montes
- Museo Militar 3ra División
- Iglesia San Francisco Solano
- Misión San Antonio de Padua
- Misión Franciscana de la Purísima Concepción de Tarairi
- Santuario Virgen de los Remedios
- Trincheras Ibibobo
- Defensa Villa Montes - Trincheras Iguiraru
- Comunidad Guaraní Chimeo
- Comunidad Weenhayek Tuuntey
- Plaza 24 de Julio
- Plaza 6 de agosto
- Plaza San Francisco
- Plaza Defensores del Chaco
- Camino histórico el Angosto del Pilcomayo
- Puente Ferroviario
- Puente Cap. Ustarez
- Puente Colgante Tucainty
- Monumento al Soldado Desconocido
- Sombrero Chaqueño
- Monumento Héroes del Chaco
- Monumento Identidad Chaqueña
- Monumento al Sábalo
- Avión de Rafael Pabón - Curtiss-Wright CW-C14R Osprey
- Pila Grande o Fuente de Piedra
- La Providencia
- Cine Teatro Pilcomayo
- Estación de tren Villa Montes

## Ciudades hermanas
- Mariscal Estigarribia, Paraguay
- San Miguel Misiones, Paraguay
- Salta, Argentina